# Sedum caeruleum
Sedum caeruleum (лат.) — вид суккулентных растений рода Очиток (Sedum) семейства Толстянковые (Crassulaceae).

## Название
Родовое латинское название Sedum происходит от лат. sedare, что означает «усмирять» (сочные листья обладают свойствами болеутоляющего средства при обработке ран) или sedere – сидеть (многие виды распространены по поверхности земли). Русское название рода «Очиток» заимствовано из украинского языка и происходит от украинского слова «очисток», так как растение применяется в качестве лечебного очищающего средства.
Видовой научный эпитет caeruleum (caeruleus) в переводе с латинского означает «синий», что связано с синими цветками растения.

## Ботаническое описание
Однолетние растения голые или редко железисто-опушенные, простые или сильно разветвленные, прямостоячие, до 20 см высотой. Листья очередные, сидячие, от яйцевидных до продолговатых или почти линейных, длиной 5–25 мм, тупые или округлые, от цилиндрических до полукруглых, часто блестящие, зеленые, часто с красным оттенком.

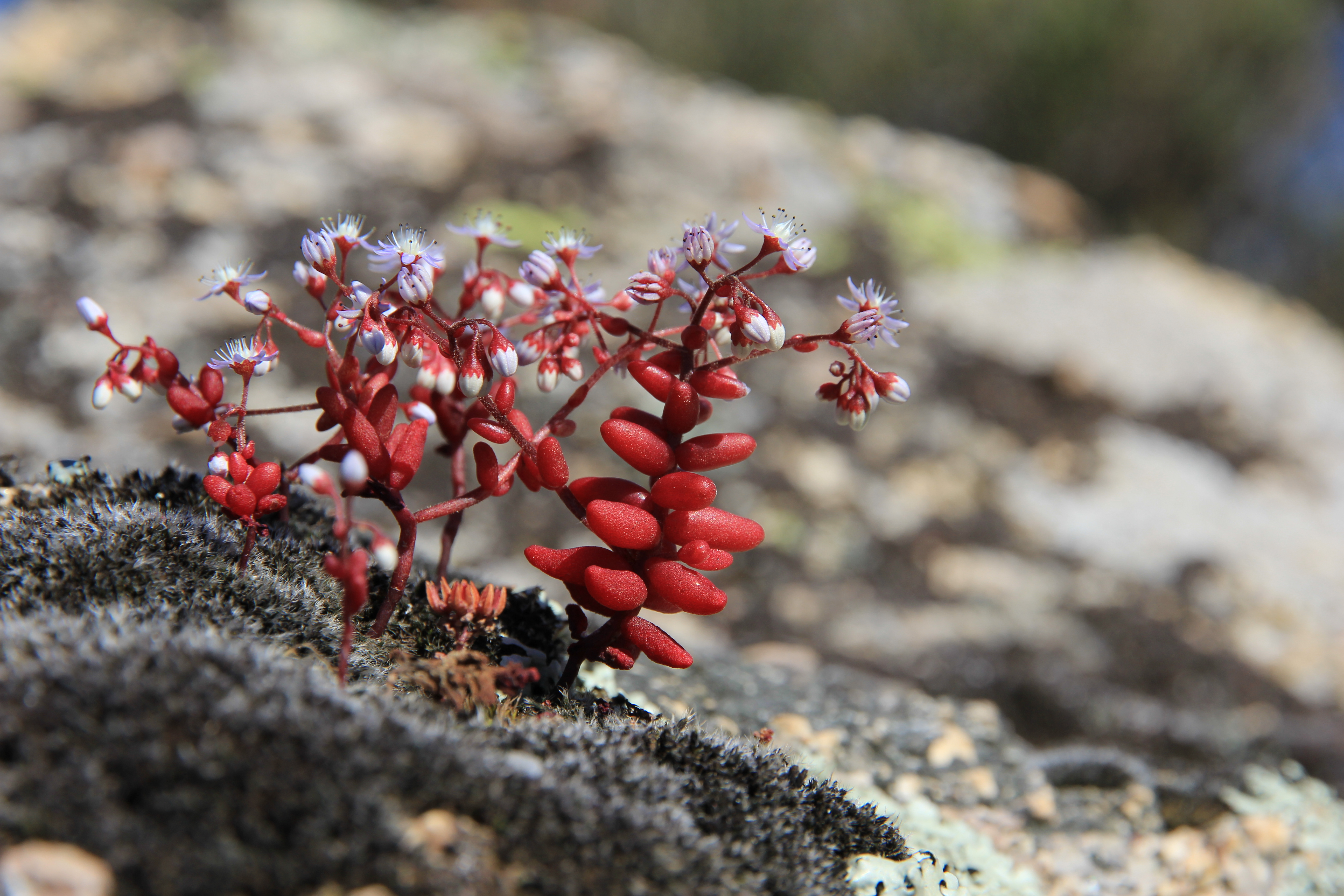
Цветущее растение на Сардинии, Италия

Соцветия рыхлые, прицветники листовидные или мелкие, цветоножки длиной 3-7 мм. Цветки (5-) 7- (до 9-) многорядные, чашелистики широко сидячие, у основания сросшиеся, яйцевидные, до 1 мм, тупые, лепестки продолговато-ланцетные, длиной 2-4 мм, тупые, голубые, бледно-голубые или белые (реже розоватые), тычинки белые, пыльники красные, часто темные.

## Распространение
Естественно произрастает в Алжире, Марокко, Тунисе, на Сардинии и Сицилии (Италия), а также на Корсике (Франция).

## Таксономия
Sedum caeruleum L., первое упоминание в Mant. Pl. 2: 241 (1771).

### Синонимы
Гомотипные (основанные на одном и том же номенклатурном типе):
- Oreosedum caeruleum (L.) Grulich (1984)

Гетеротипные (основанные на разных номенклатурных типах):
- Sedum azureum Desf.
- Sedum caeruleum var. pusillum Maire
- Sedum coeruleum Vahl
- Sedum heptapetalum Poir.
- Sedum hexapetalum Haw.